# Филипп Клевский
Филипп Клевский (фр. Philippe de Clèves, нидерл. Filips van Kleef, 1459, Ле-Кенуа — 28 января 1528) — владелец Равенстейна и Ангьена, нидерландский военный деятель XV и начала XVI веков, адмирал Нидерландов, советник императора Священной Римской империи Максимилиана.
Филипп Клевский был правнуком Иоанна Бесстрашного и сыном португальской принцессы. В возрасте восемнадцати лет он был назначен военным губернатором Фландрии.
В 1485 году женился на Франсуазе Люксембург.
В 1486 году Филипп вошёл в состав правительства Бургундских Нидерландов. Он принимал участие в подавлении восстания в Ипре, Брюгге и Генте, но затем сам выступил против Максимилиана. В борьбе с империей Филипп потерпел поражение, был изгнан из империи и поступил на французскую службу, где стал вице-королём Генуи.
Выйдя в отставку, занялся военной теорией, охотой и меценатством.
Похоронен в Брюсселе.